# 大阪府の超高層建築物・構築物の一覧
以下に日本の大阪府にある高さ130メートル以上（日本の法令上は高さ60m以上（建築基準法第20条第1号より）だが、例が多くなるため閾値を上げている）の超高層建築物の一覧を示す。高さは尖塔を含むがアンテナマストは含まない。高さの比較のために既存の構築物も掲載する。

## 概説
大阪府には高さ130m以上の超高層ビルが119棟、そのうち150m以上のビルが54棟ある（2024年11月末現在）。そのうち最も高いのは大阪市阿倍野区に2014年に完成した高さ300mのあべのハルカスである。2番目に高いのは泉佐野市にある高さ256.1mのSiSりんくうタワー、3番目は大阪市住之江区にある高さ256.0mの大阪府咲洲庁舎である。日本の超高層建築物を高い順に30番目まで並べた時、ランクインする大阪府の建築物は先述の3棟である。高さ200m以上の建築物は国内に52棟（2024年11月末現在）あり、そのうち大阪府には6棟が所在する。
大阪府で初の100m以上の超高層ビルは、1973年1月25日に大阪市東区京橋3丁目に竣工した高さ119.8mの大阪大林ビルディング(現・北浜ネクスビル、現住所は中央区北浜東4丁目)で、全国では10棟目の超高層ビルであり、これにより大阪市は、東京、神戸、横浜に次いで日本で4都市目の高さ100m以上の超高層ビルを有する都市となった。その約1ヶ月後の同年2月19日には本町に高さ125.11mの大阪国際ビルディングが竣工し、早速大阪で1番高いビルの座が移っている。
豊中市、吹田市、大阪市、東大阪市、八尾市には大阪国際空港に関わる制限表面により、高さが規制されている地域がある。例えば大阪市北区梅田付近では円錐表面の規制により約190m程度まで、北区中之島付近では約200ｍ程度まで、中央区本町付近では約230m程度まで、中央区難波付近では約270mに制限されている。新大阪駅周辺は円錐表面ではなく、延長進入表面のより厳しい規制が適用されることにより実質的に約100m程度に制限される。このことから、梅田周辺では高いビルでも190mを超えない高さで建設を余儀なくされている状況である。
近年、大阪市では超高層建築物が数多く建設されている。具体的に言えば、150m以上の超高層ビルは前述の大阪初の超高層ビルである大阪大林ビルディングが竣工した1973年から、2000年までの28年間で12棟竣工していたが、2001年から2010年までの10年間に14棟、その後2011年から2020年まで10年間に、あべのハルカスを筆頭にさらに15棟が竣工した。それ以降も、150mを超える超高層ビルの建設計画が幾つか発表されている。2024年9月末現在、大阪府内の100m以上の超高層建築物は大阪市に215棟の他、高槻市に4棟、堺市と守口市にそれぞれ3棟、豊中市、八尾市、寝屋川市、泉大津市、東大阪市、枚方市にそれぞれ2棟、泉佐野市、吹田市、摂津市にそれぞれ1棟の計240棟存在し、これに建設中のものを含めると2030年には大阪府内の100m以上の超高層建築物は15の市に計271棟(そのうち150m以上は60棟)、大阪市のみでは240棟(うち150m以上は56棟)に達することになる。

## 超高層建築物
凡例：= 同じ高さのため同順位のビル
高さの数値は建築計画のお知らせ等に記載されたものに基づく。
|      | 名称                                              | 画像 | 高さ     | 階数 | 竣工年 | 座標                                                                          | 所在地             | 備考 |
| ---- | ------------------------------------------------- | ---- | -------- | ---- | ------ | ----------------------------------------------------------------------------- | ------------------ | --- |
| 1    | あべのハルカス                                    |      | 300m     | 60階 | 2014年 | 北緯34度38分45.41秒 東経135度30分51.36秒 / 北緯34.6459472度 東経135.5142667度 | 大阪市 阿倍野区    | 高さ日本2位、西日本で最も高いビル（2024年9月現在）                                                                   |
| 2    | SiSりんくうタワー                                 |      | 256.1m   | 56階 | 1996年 | 北緯34度24分41秒 東経135度17分59秒 / 北緯34.41139度 東経135.29972度           | 泉佐野市           | 日本で5番目に高いビル、あべのハルカス完成まで西日本で最も高かったビル、1990年代に大阪で建てられたビルで最も高い      |
| 3    | 大阪府咲洲庁舎                                    |      | 256.0m   | 55階 | 1995年 | 北緯34度38分18秒 東経135度24分54秒 / 北緯34.63833度 東経135.41500度           | 大阪市 住之江区    | 日本で6番目に高いビル                                                                                                |
| 4    | The Kitahama（北浜タワー）                        |      | 209.35m  | 54階 | 2009年 | 北緯34度41分21秒 東経135度30分25.5秒 / 北緯34.68917度 東経135.507083度        | 大阪市 中央区      | 日本で35番目に高いビル、西日本で最も高い居住用ビル、2000年代に大阪で建てられたビルで最も高い                         |
| 5    | クロスタワー大阪ベイ                              |      | 200.375m | 54階 | 2006年 | 北緯34度40分6.5秒 東経135度27分37秒 / 北緯34.668472度 東経135.46028度         | 大阪市 港区        | 日本で46番目に高いビル。上記、The Kitahama完成まで日本一高い超高層マンション。日本で初めて高さ200mを超えたマンション |
| 6    | 大阪ベイタワー・メインタワー                      |      | 200.05m  | 51階 | 1993年 | 北緯34度40分10秒 東経135度27分40秒 / 北緯34.66944度 東経135.46111度           | 大阪市 港区        | 日本で47番目に高いビル                                                                                               |
| ｰ    | 南港発電所                                        | —    | 200.0m   | —    | —      | 北緯34度36分58秒 東経135度24分17秒 / 北緯34.61611度 東経135.40472度           | 大阪市 住之江区    | 煙突の高さ |
| ｰ    | 多奈川第二発電所                                  | —    | 200.0m   | —    | —      |                                                                               | 岬町               | 煙突の高さ |
| 7    | 中之島フェスティバルタワー・ウエスト              |      | 199.27m  | 41階 | 2017年 | 北緯34度41分36.4秒 東経135度29分43.7秒 / 北緯34.693444度 東経135.495472度     | 大阪市 北区        | [ 16 ] |
| 8    | 中之島フェスティバルタワー                        |      | 198.96m  | 39階 | 2012年 | 北緯34度41分36.7秒 東経135度29分48.3秒 / 北緯34.693528度 東経135.496750度     | 大阪市 北区        | [ 17 ] |
| 9    | 関電ビルディング                                  |      | 195.45m  | 41階 | 2004年 | 北緯34度41分34秒 東経135度29分33.5秒 / 北緯34.69278度 東経135.492639度        | 大阪市 北区        | [ 18 ] [ 19 ] |
| 10   | Brillia Tower 堂島                                |      | 195.00m  | 49階 | 2024年 | 北緯34度41分45秒 東経135度29分37秒 / 北緯34.69583度 東経135.49361度           | 大阪市 北区        | |
| 11   | ザ・パークハウス中之島タワー                      |      | 192.930m | 55階 | 2017年 | 北緯34度41分19秒 東経135度29分6.9秒 / 北緯34.68861度 東経135.485250度         | 大阪市 北区        | [ 20 ] [ 21 ] |
| 12   | 梅田ガーデン                                      |      | 192.075m | 56階 | 2022年 | 北緯34度42分05秒 東経135度30分04秒 / 北緯34.70139度 東経135.50111度           | 大阪市 北区        | |
| 13   | ハービスOSAKA                                     |      | 189.7m   | 40階 | 1997年 | 北緯34度41分55秒 東経135度29分34.5秒 / 北緯34.69861度 東経135.492917度        | 大阪市 北区        | [ 22 ] [ 23 ] |
| 14   | 大阪ひびきの街 ザ・サンクタスタワー               |      | 189.55m  | 53階 | 2015年 | 北緯34度40分43秒 東経135度29分40.4秒 / 北緯34.67861度 東経135.494556度        | 大阪市 西区        | [ 24 ] [ 25 ] |
| 15   | 大阪梅田ツインタワーズ・サウス                    |      | 188.9ｍ  | 38階 | 2022年 | 北緯34度42分04秒 東経135度29分52秒 / 北緯34.70111度 東経135.49778度           | 大阪市 北区        | |
| 16   | JPタワー大阪                                      |      | 188.00m  | 40階 | 2024年 | 北緯34度42分02秒 東経135度29分39秒 / 北緯34.70056度 東経135.49417度           | 大阪市 北区        | |
| 17   | 大阪梅田ツインタワーズ・ノース                    |      | 186.95m  | 41階 | 2010年 | 北緯34度42分08秒 東経135度29分56秒 / 北緯34.70222度 東経135.49889度           | 大阪市 北区        | [ 26 ] [ 27 ] |
| 18   | シエリアタワー千里中央                            |      | 184.97m  | 52階 | 2019年 | 北緯34度48分30.78秒 東経135度29分38.16秒 / 北緯34.8085500度 東経135.4939333度 | 豊中市             | |
| 19   | グラングリーン大阪 パークタワー                   |      | 181.50m  | 39階 | 2024年 | 北緯34度42分09秒 東経135度29分29秒 / 北緯34.70250度 東経135.49139度           | 大阪市 北区        | |
| ｰ    | 大平和祈念塔                                      | —    | 180.0m   | —    | 1970年 | 北緯34度30分6.8秒 東経135度35分9.6秒 / 北緯34.501889度 東経135.586000度       | 富田林市           | [ 28 ] [ 29 ] |
| 20   | グランフロント大阪・南館タワーA                   |      | 179.500m | 38階 | 2013年 | 北緯34度42分15.59秒 東経135度29分41.43秒 / 北緯34.7043306度 東経135.4948417度 | 大阪市 北区        | [ 30 ] |
| 21   | グランドメゾン新梅田タワー THE CLUB RESIDENCE     |      | 178m     | 51階 | 2021年 | 北緯34度42分07秒 東経135度29分10秒 / 北緯34.70194度 東経135.48611度           | 大阪市 北区        | |
| 22   | The Tower Osaka                                   |      | 177.700m | 50階 | 2008年 | 北緯34度41分40秒 東経135度29分20.5秒 / 北緯34.69444度 東経135.489028度        | 大阪市 福島区      | [ 31 ] |
| 23   | シティタワー西梅田                                |      | 177.40m  | 50階 | 2007年 | 北緯34度42分00秒 東経135度29分8.5秒 / 北緯34.70000度 東経135.485694度         | 大阪市 福島区      | [ 32 ] [ 33 ] |
| 24   | 大阪アメニティパーク OAPタワー                    |      | 176.3m   | 39階 | 1994年 | 北緯34度41分39.5秒 東経135度31分11.5秒 / 北緯34.694306度 東経135.519861度     | 大阪市 北区        | [ 34 ] [ 35 ] |
| 25   | グランフロント大阪・北館タワーB                   |      | 175.211m | 38階 | 2013年 | 北緯34度42分19.96秒 東経135度29分40.63秒 / 北緯34.7055444度 東経135.4946194度 | 大阪市 北区        | |
| 26   | ブリーゼタワー                                    |      | 174.900m | 34階 | 2008年 | 北緯34度41分55秒 東経135度29分38秒 / 北緯34.69861度 東経135.49389度           | 大阪市 北区        | [ 36 ] [ 37 ] |
| 27   | グランフロント大阪オーナーズタワー                |      | 174.200m | 48階 | 2013年 | 北緯34度42分26.3秒 東経135度29分38.4秒 / 北緯34.707306度 東経135.494000度     | 大阪市 北区        | |
| 28   | 梅田スカイビル                                    |      | 173.05m  | 40階 | 1993年 | 北緯34度42分19秒 東経135度29分23秒 / 北緯34.70528度 東経135.48972度           | 大阪市 北区        | [ 39 ] [ 40 ] |
| 29   | シティタワー大阪本町                              |      | 171m     | 48階 | 2021年 | 北緯34度41分05秒 東経135度30分18秒 / 北緯34.68472度 東経135.50500度           | 大阪市 中央区      | |
| 30   | シティタワー大阪                                  |      | 169.80m  | 50階 | 2004年 | 北緯34度41分11秒 東経135度30分27秒 / 北緯34.68639度 東経135.50750度           | 大阪市 中央区      | [ 41 ] [ 42 ] |
| 31   | ブランズタワー梅田 North                          |      | 168.44m  | 50階 | 2020年 | 北緯34度42分39.33秒 東経135度29分50.91秒 / 北緯34.7109250度 東経135.4974750度 | 大阪市 北区        | |
| 32   | 大阪ベイタワー・プリオタワー                      |      | 167.4m   | 50階 | 1993年 | 北緯34度40分10.7秒 東経135度27分34.7秒 / 北緯34.669639度 東経135.459639度     | 大阪市 港区        | 完成時から1998年まで日本一高い超高層マンション                                                                       |
| 33   | シエリアタワー大阪堀江                            |      | 164.55m  | 46階 | 2024年 | 北緯34度40分15秒 東経135度29分14秒 / 北緯34.67083度 東経135.48722度           | 大阪市 西区        | |
| 34   | ザ・千里タワー                                    |      | 164.2m   | 50階 | 2009年 | 北緯34度48分38秒 東経135度29分38.3秒 / 北緯34.81056度 東経135.493972度        | 豊中市             | |
| 35   | シティタワーグラン天王寺                          |      | 161.775m | 43階 | 2007年 | 北緯34度38分37.5秒 東経135度31分3秒 / 北緯34.643750度 東経135.51750度         | 大阪市 阿倍野区    | [ 45 ] [ 46 ] |
| 36   | 茶屋町アプローズ                                  |      | 161.10m  | 34階 | 1992年 | 北緯34度42分31秒 東経135度29分54.5秒 / 北緯34.70861度 東経135.498472度        | 大阪市 北区        | [ 47 ] [ 48 ] |
| 37   | 阿波座ライズタワーズ フラッグ46 OMPタワー         |      | 160.620m | 46階 | 2016年 | 北緯34度40分54.4秒 東経135度29分2.1秒 / 北緯34.681778度 東経135.483917度      | 大阪市 西区        | |
| 38   | OSAKA福島タワー                                   |      | 160.460m | 45階 | 2011年 | 北緯34度41分34.9秒 東経135度28分52.8秒 / 北緯34.693028度 東経135.481333度     | 大阪市 福島区      | [ 49 ] |
| 39   | 中之島ダイビル                                    |      | 160m     | 35階 | 2009年 | 北緯34度41分34秒 東経135度29分33.5秒 / 北緯34.69278度 東経135.492639度        | 大阪市 北区        | [ 50 ] [ 51 ] |
| 40=  | OBPキャッスルタワー                               |      | 157.0m   | 38階 | 1988年 | 北緯34度41分30秒 東経135度31分58秒 / 北緯34.69167度 東経135.53278度           | 大阪市 中央区      | [ 52 ] [ 53 ] |
| 40=  | TWIN21 OBPパナソニックタワー（写真左）            |      | 157.0m   | 38階 | 1986年 | 北緯34度41分36秒 東経135度31分51秒 / 北緯34.69333度 東経135.53083度           | 大阪市 中央区      | [ 54 ] [ 55 ] |
| 40=  | TWIN21 MIDタワー（写真右）                        |      | 157.0m   | 38階 | 1986年 | 北緯34度41分34秒 東経135度31分53.7秒 / 北緯34.69278度 東経135.531583度        | 大阪市 中央区      | [ 56 ] [ 57 ] |
| 43   | クリスタルタワー                                  |      | 156.70m  | 37階 | 1990年 | 北緯34度41分31.7秒 東経135度31分43.5秒 / 北緯34.692139度 東経135.528750度     | 大阪市 中央区      | [ 58 ] [ 59 ] |
| 44   | ザ・なんばタワー レジデンス・イン・なんばパークス |      | 155.7m   | 46階 | 2007年 | 北緯34度39分38.5秒 東経135度30分4.3秒 / 北緯34.660694度 東経135.501194度      | 大阪市 浪速区      | [ 60 ] [ 61 ] |
| 45=  | ジオタワー天六                                    |      | 155.5m   | 44階 | 2013年 | 北緯34度42分41秒 東経135度30分41秒 / 北緯34.71139度 東経135.51139度           | 大阪市 北区        | |
| 45=  | シティタワー大阪天満 ザ・リバー＆パークス         |      | 155.5m   | 45階 | 2009年 | 北緯34度42分29秒 東経135度30分58.5秒 / 北緯34.70806度 東経135.516250度        | 大阪市 北区        | [ 62 ] [ 63 ] |
| 47   | 明治安田生命大阪梅田ビル                          |      | 154.80m  | 30階 | 2000年 | 北緯34度41分55秒 東経135度29分29.5秒 / 北緯34.69861度 東経135.491528度        | 大阪市 北区        | [ 64 ] [ 65 ] |
| 48   | グランフロント大阪・北館タワーC                   |      | 154.0m   | 38階 | 2013年 | 北緯34度42分23.35秒 東経135度29分40.23秒 / 北緯34.7064861度 東経135.4945083度 | 大阪市 北区        | |
| 49   | ローレルタワー堺筋本町                            |      | 153.00m  | 44階 | 2024年 | 北緯34度40分51秒 東経135度30分21秒 / 北緯34.68083度 東経135.50583度           | 大阪市 中央区      | |
| 50   | 淀屋橋アップルタワーレジデンス                    |      | 152.500m | 46階 | 2007年 | 北緯34度41分22秒 東経135度30分12秒 / 北緯34.68944度 東経135.50333度           | 大阪市 中央区      | [ 66 ] [ 67 ] |
| ｰ    | 天保山大橋主塔                                    | —    | 152.0m   | —    | —      |                                                                               | 大阪市 此花区 港区 | [ 68 ] |
| 51   | ザ・ファインタワー 梅田豊崎                       |      | 151.6m   | 45階 | 2019年 | 北緯34度42分36.39秒 東経135度29分48.05秒 / 北緯34.7101083度 東経135.4966806度 | 大阪市 北区        | |
| 52   | D'グラフォート大阪N.Y.タワーHIGOBASHI             |      | 150.7m   | 46階 | 2008年 | 北緯34度41分23.6秒 東経135度29分49.2秒 / 北緯34.689889度 東経135.497000度     | 大阪市 西区        | [ 69 ] [ 70 ] |
| 53   | ザ・ファインタワー大手前                          |      | 150.60ｍ | 42階 | 2021年 | 北緯34度41分14秒 東経135度31分01秒 / 北緯34.68722度 東経135.51694度           | 大阪市 中央区      | |
| 54   | なんばスカイオ                                    |      | 150.000m | 31階 | 2018年 | 北緯34度39分50秒 東経135度30分03秒 / 北緯34.66389度 東経135.50083度           | 大阪市 中央区      | |
| 55   | なんばパークス パークスタワー                     |      | 149.65m  | 30階 | 2003年 | 北緯34度39分43秒 東経135度30分05秒 / 北緯34.66194度 東経135.50139度           | 大阪市 浪速区      | |
| 56   | ヨドバシ梅田タワー                                |      | 149.340m | 35階 | 2019年 | 北緯34度42分17秒 東経135度29分47秒 / 北緯34.70472度 東経135.49639度           | 大阪市 北区        | |
| 57   | 淀屋橋ステーションワン                            |      | 149.205m | 31階 | 2025年 |                                                                               | 大阪市 中央区      | |
| 58   | 新ダイビル                                        |      | 148.50m  | 31階 | 2015年 | 北緯34度41分44秒 東経135度29分57秒 / 北緯34.69556度 東経135.49917度           | 大阪市 北区        | |
| 59   | ザ・梅田タワー                                    |      | 148.375m | 43階 | 2005年 | 北緯34度42分29秒 東経135度30分05秒 / 北緯34.70806度 東経135.50139度           | 大阪市 北区        | |
| 60   | ハービスENT オフィスタワー                        |      | 147.7m   | 28階 | 2004年 | 北緯34度41分58秒 東経135度29分39秒 / 北緯34.69944度 東経135.49417度           | 大阪市 北区        | |
| 61=  | 大阪堂島浜タワー                                  |      | 147.00m  | 32階 | 2024年 | 北緯34度41分44秒 東経135度30分02秒 / 北緯34.69556度 東経135.50056度           | 大阪市 北区        | |
| 61=  | スイスホテル南海大阪 (南海サウスタワービル)       |      | 147.00m  | 36階 | 1990年 | 北緯34度39分51秒 東経135度30分05秒 / 北緯34.66417度 東経135.50139度           | 大阪市 中央区      | |
| 61=  | ミズノクリスタ                                    |      | 147.0m   | 31階 | 1992年 | 北緯34度38分19秒 東経135度25分00秒 / 北緯34.63861度 東経135.41667度           | 大阪市 住之江区    | |
| 64   | 北浜ミッドタワー                                  |      | 146.8m   | 43階 | 2018年 | 北緯34度41分30秒 東経135度30分21秒 / 北緯34.69167度 東経135.50583度           | 大阪市 中央区      | |
| 65   | シティタワー梅田東                                |      | 146m     | 44階 | 2016年 | 北緯34度42分38秒 東経135度30分22秒 / 北緯34.71056度 東経135.50611度           | 大阪市 北区        | |
| 66   | ウェリス上本町ローレルタワー                      |      | 145.55m  | 41階 | 2008年 | 北緯34度39分46秒 東経135度31分09秒 / 北緯34.66278度 東経135.51917度           | 大阪市 天王寺区    | |
| 67   | あいおいニッセイ同和損保フェニックスタワー        |      | 145.45m  | 29階 | 1995年 | 北緯34度41分52秒 東経135度30分04秒 / 北緯34.69778度 東経135.50111度           | 大阪市 北区        | |
| 68   | キングスクエア ザ・タワーランドレックス           |      | 145.39m  | 41階 | 2006年 | 北緯34度39分51秒 東経135度28分00秒 / 北緯34.66417度 東経135.46667度           | 大阪市 港区        | |
| 69   | ヒルトン大阪 (大阪吉本ビルディング)               |      | 145.00m  | 34階 | 1986年 | 北緯34度42分00秒 東経135度29分46秒 / 北緯34.70000度 東経135.49611度           | 大阪市 北区        | |
| 70   | ブランズタワー大阪本町                            |      | 144.11m  | 43階 | 2023年 | 北緯34度40分58秒 東経135度30分14秒 / 北緯34.68278度 東経135.50389度           | 大阪市 中央区      | |
| 71   | あべのグラントゥール                              |      | 144.07m  | 40階 | 2004年 | 北緯34度38分41秒 東経135度30分38秒 / 北緯34.64472度 東経135.51056度           | 大阪市 阿倍野区    | |
| 72=  | ノースゲートビルディング                          |      | 144.00m  | 29階 | 2011年 | 北緯34度42分09秒 東経135度29分40秒 / 北緯34.70250度 東経135.49444度           | 大阪市 北区        | |
| 72=  | マルイト難波ビル                                  |      | 144.0m   | 31階 | 2009年 | 北緯34度40分00秒 東経135度29分46秒 / 北緯34.66667度 東経135.49611度           | 大阪市 浪速区      | |
| 74=  | メガシティタワーズ The West                       |      | 143.80m  | 40階 | 2011年 | 北緯34度37分17秒 東経135度35分06秒 / 北緯34.62139度 東経135.58500度           | 八尾市             | |
| 74=  | メガシティタワーズ The East                       |      | 143.80m  | 41階 | 2013年 | 北緯34度37分15秒 東経135度35分08秒 / 北緯34.62083度 東経135.58556度           | 八尾市             | |
| 76   | ローレルタワーサンクタス梅田                      |      | 143.75m  | 44階 | 2007年 | 北緯34度42分10秒 東経135度29分13秒 / 北緯34.70278度 東経135.48694度           | 大阪市 北区        | |
| 77   | ベルマージュ堺 壱番館                             |      | 142.83m  | 43階 | 1999年 | 北緯34度34分38秒 東経135度29分46秒 / 北緯34.57722度 東経135.49611度           | 堺市 堺区          | |
| 78   | ベルマージュ堺 弐番館                             |      | 142.58m  | 43階 | 1999年 | 北緯34度34分40秒 東経135度29分47秒 / 北緯34.57778度 東経135.49639度           | 堺市 堺区          | |
| 79   | パークタワー北浜                                  |      | 142.45m  | 41階 | 2014年 | 北緯34度41分24秒 東経135度30分38秒 / 北緯34.69000度 東経135.51056度           | 大阪市 中央区      | |
| 80   | ジオタワー高槻 ミューズガーデン                   |      | 142.23m  | 42階 | 2014年 | 北緯34度41分15秒 東経135度37分15秒 / 北緯34.68750度 東経135.62083度           | 高槻市             | |
| 81=  | 大阪駅前第3ビル                                   |      | 142.00m  | 34階 | 1979年 | 北緯34度41分56秒 東経135度29分58秒 / 北緯34.69889度 東経135.49944度           | 大阪市 北区        | |
| 81=  | キングマンション堂島川                            |      | 142.0m   | 43階 | 1998年 | 北緯34度41分23秒 東経135度29分03秒 / 北緯34.68972度 東経135.48417度           | 大阪市 福島区      | |
| 83   | 中之島セントラルタワー                            |      | 141.645m | 28階 | 2005年 | 北緯34度41分38秒 東経135度29分53秒 / 北緯34.69389度 東経135.49806度           | 大阪市 北区        | |
| 84   | センタラグランドホテル大阪                        |      | 141.56m  | 34階 | 2023年 | 北緯34度39分37秒 東経135度30分09秒 / 北緯34.66028度 東経135.50250度           | 大阪市 浪速区      | |
| 85   | 中之島三井ビルディング                            |      | 140.15m  | 31階 | 2002年 | 北緯34度41分35秒 東経135度29分39秒 / 北緯34.69306度 東経135.49417度           | 大阪市 北区        | |
| 86   | プラウドタワー北浜                                |      | 140m     | 42階 | 2020年 | 北緯34度41分23秒 東経135度30分22秒 / 北緯34.68972度 東経135.50611度           | 大阪市 中央区      | |
| 87   | ジオタワー高槻 ミューズフロント                   |      | 138.62m  | 41階 | 2012年 | 北緯34度51分13秒 東経135度37分11秒 / 北緯34.85361度 東経135.61972度           | 高槻市             | |
| 88   | ルネッサなんばタワー                              |      | 138.2m   | 38階 | 2006年 | 北緯34度39分52秒 東経135度29分40秒 / 北緯34.66444度 東経135.49444度           | 大阪市 浪速区      | |
| 89   | 堂島 ザ・レジデンス マークタワー                  |      | 138.17m  | 39階 | 2013年 | 北緯34度41分48秒 東経135度29分40秒 / 北緯34.69667度 東経135.49444度           | 大阪市 北区        | |
| 90   | グランドメゾン新梅田タワー                        |      | 138m     | 39階 | 2019年 | 北緯34度42分05秒 東経135度29分13秒 / 北緯34.70139度 東経135.48694度           | 大阪市 北区        | |
| 91   | ホテル京阪 ユニバーサル・タワー                   |      | 137.85m  | 33階 | 2002年 | 北緯34度40分04秒 東経135度26分17秒 / 北緯34.66778度 東経135.43806度           | 大阪市 此花区      | |
| 92   | MJR堺筋本町タワー                                 |      | 137.5m   | 37階 | 2021年 | 北緯34度40分57秒 東経135度30分29秒 / 北緯34.68250度 東経135.50806度           | 大阪市 中央区      | |
| 93   | くずはタワーシティ Tコート                        |      | 136.8m   | 41階 | 2003年 | 北緯34度51分37秒 東経135度40分48秒 / 北緯34.86028度 東経135.68000度           | 枚方市             | |
| 94   | アルグラッド ザ・タワー心斎橋                     |      | 136.25m  | 37階 | 2008年 | 北緯34度40分26秒 東経135度30分18秒 / 北緯34.67389度 東経135.50500度           | 大阪市 中央区      | |
| 95   | エルザグレース堀江タワー                          |      | 136.2m   | 38階 | 2007年 | 北緯34度40分12秒 東経135度29分35秒 / 北緯34.67000度 東経135.49306度           | 大阪市 西区        | |
| 96   | アパホテル&リゾート＜大阪なんば駅前タワ－＞       |      | 135.98m  | 40階 | 2024年 | 北緯34度39分58秒 東経135度29分45秒 / 北緯34.66611度 東経135.49583度           | 大阪市 浪速区      | |
| 97   | 桜宮リバーシティ ウォータータワープラザ           |      | 135.81m  | 41階 | 1992年 | 北緯34度42分27秒 東経135度31分10秒 / 北緯34.70750度 東経135.51944度           | 大阪市 都島区      | |
| 98   | リバーカントリーガーデン京橋                      |      | 135m     | 40階 | 1999年 | 北緯34度41分47秒 東経135度32分05秒 / 北緯34.69639度 東経135.53472度           | 大阪市 城東区      | |
| 99   | NHK大阪放送会館                                   |      | 134.965m | 18階 | 2001年 | 北緯34度40分58秒 東経135度31分12秒 / 北緯34.68278度 東経135.52000度           | 大阪市 中央区      | |
| 100= | 梅田センタービル                                  |      | 134.70m  | 32階 | 1987年 | 北緯34度42分22秒 東経135度30分07秒 / 北緯34.70611度 東経135.50194度           | 大阪市 北区        | |
| 100= | ビオール大阪 大手前タワー                         |      | 134.7m   | 40階 | 2007年 | 北緯34度41分07秒 東経135度30分59秒 / 北緯34.68528度 東経135.51639度           | 大阪市 中央区      | |
| 102= | サンマークスだいにち ジアスタワーレジデンス       |      | 134.60m  | 40階 | 2007年 | 北緯34度44分57秒 東経135度34分54秒 / 北緯34.74917度 東経135.58167度           | 守口市             | |
| 102= | サンマークスだいにち ルナタワーレジデンス         |      | 134.60m  | 40階 | 2008年 | 北緯34度44分58秒 東経135度34分58秒 / 北緯34.74944度 東経135.58278度           | 守口市             | |
| 102= | サンマークスだいにち サンタワーレジデンス         |      | 134.60m  | 40階 | 2009年 | 北緯34度44分59秒 東経135度34分55秒 / 北緯34.74972度 東経135.58194度           | 守口市             | |
| 105  | ブランズタワー御堂筋本町                          |      | 134.140m | 38階 | 2017年 | 北緯34度40分57秒 東経135度29分58秒 / 北緯34.68250度 東経135.49944度           | 大阪市 中央区      | |
| 106  | メロード吹田一番館                                |      | 134m     | 38階 | 1996年 | 北緯34度45分54秒 東経135度31分28秒 / 北緯34.76500度 東経135.52444度           | 吹田市             | |
| 107  | セントプレイスシティ セントプレイスタワー         |      | 133.530m | 38階 | 2012年 | 北緯34度42分46秒 東経135度31分34秒 / 北緯34.71278度 東経135.52611度           | 大阪市 都島区      | |
| 108  | ローレルタワー難波                                |      | 133.4m   | 39階 | 2005年 | 北緯34度39分57秒 東経135度29分45秒 / 北緯34.66583度 東経135.49583度           | 大阪市 浪速区      | |
| 109  | オリックス本町ビル                                |      | 133.054m | 29階 | 2011年 | 北緯34度40分57秒 東経135度29分51秒 / 北緯34.68250度 東経135.49750度           | 大阪市 西区        | |
| 110  | 酉島リバーサイドヒル なぎさ街20号棟               |      | 132.6m   | 40階 | 1999年 | 北緯34度41分05秒 東経135度26分19秒 / 北緯34.68472度 東経135.43861度           | 大阪市 此花区      | |
| 111  | 大阪富国生命ビル                                  |      | 132.06m  | 28階 | 2010年 | 北緯34度42分08秒 東経135度30分01秒 / 北緯34.70222度 東経135.50028度           | 大阪市 北区        | |
| 112  | ジーニス大阪 ウエスト棟                           |      | 132.04m  | 39階 | 2003年 | 北緯34度41分38秒 東経135度30分38秒 / 北緯34.69389度 東経135.51056度           | 大阪市 北区        | |
| 113  | ピアスタワー                                      |      | 132m     | 28階 | 1996年 | 北緯34度42分35秒 東経135度29分51秒 / 北緯34.70972度 東経135.49750度           | 大阪市 北区        | |
| 114  | Osaka Metro 本町ビル                              |      | 131.95m  | 27階 | 2010年 | 北緯34度41分00秒 東経135度30分04秒 / 北緯34.68333度 東経135.50111度           | 大阪市 中央区      | 2025年4月30日に本町ガーデンシティから改称                                                                            |
| 115  | グランドメゾン上町台レジデンスタワー              |      | 131.494m | 36階 | 2020年 | 北緯34度40分45秒 東経135度30分49秒 / 北緯34.67917度 東経135.51361度           | 大阪市 中央区      | |
| 116  | プレミスト大阪新町ローレルコート                  |      | 130.98m  | 36階 | 2018年 | 北緯34度40分37秒 東経135度29分34秒 / 北緯34.67694度 東経135.49278度           | 大阪市 西区        | |
| 117  | グランドメゾン上町台 ザ・タワー                   |      | 130.69m  | 40階 | 2019年 | 北緯34度40分43秒 東経135度31分12秒 / 北緯34.67861度 東経135.52000度           | 大阪市 中央区      | |
| 118= | KDDI大阪第2ビル                                   |      | 130.00m  | 20階 | 2015年 | 北緯34度41分35秒 東経135度32分02秒 / 北緯34.69306度 東経135.53389度           | 大阪市 中央区      | |
| 118= | 梅田DTタワー                                      |      | 130m     | 27階 | 2003年 | 北緯34度41分59秒 東経135度29分52秒 / 北緯34.69972度 東経135.49778度           | 大阪市 北区        | |
| 118= | ローレルタワー梅田                                |      | 130m     | 38階 | 2008年 | 北緯34度42分22秒 東経135度30分17秒 / 北緯34.70611度 東経135.50472度           | 大阪市 北区        | |

## 構築物
以下は大阪府にある高さ100メートル以上の自立式構築物の一覧である。高さは尖塔やアンテナマストを含む標準的な高さ測定法に基づく。高さが判明しないものもあるため、大阪府のすべての100m以上の自立式構造物を網羅出来ている訳ではない。
|      | 名称                     | 画像 | 高さ   | 階数 | 竣工年 | 座標                                                                     | 所在地      | 備考          |
| ---- | ------------------------ | ---- | ------ | ---- | ------ | ------------------------------------------------------------------------ | ----------- | ------------- |
| 1=   | 南港発電所               |      | 200.0m | —    | —      |                                                                          | 住之江区    | 煙突の高さ    |
| 1=   | 多奈川第二発電所         |      | 200.0m | —    | —      |                                                                          | 岬町        | 煙突の高さ    |
| 3    | 美原ラジオ送信所         |      | 196m   | —    | —      |                                                                          | 堺市 美原区 |               |
| 4    | 大平和祈念塔             |      | 180.0m | —    | 1970年 | 北緯34度30分6.8秒 東経135度35分9.6秒 / 北緯34.501889度 東経135.586000度  | 富田林市    | [ 28 ] [ 29 ] |
| 5    | 朝日放送ラジオ高石送信所 |      | 167m   | —    | —      |                                                                          | 高石市      |               |
| 6    | 羽曳野ラジオ送信所       |      | 155.2m | —    | —      |                                                                          | 羽曳野市    |               |
| 7    | 天保山大橋主塔           |      | 152.0m | —    | —      |                                                                          | 此花区 港区 | [ 68 ]        |
| 8    | 毎日放送高石ラジオ送信所 |      | 140m   | —    | —      |                                                                          | 高石市      |               |
| 9    | REDHORSE OSAKA WHEEL     |      | 123.0m | —    | 2016年 | 北緯34度48分23秒 東経135度32分05秒 / 北緯34.80639度 東経135.53472度      | 吹田市      |               |
| 10   | ラジオ大阪堺ラジオ送信所 |      | 約120m | —    | —      |                                                                          | 堺市 東区   |               |
| 11   | 天保山大観覧車           |      | 112.5m | —    | 1997年 | 北緯34度39分22秒 東経135度25分51秒 / 北緯34.65611度 東経135.43083度      | 港区        |               |
| 12   | 田尻スカイブリッジ       |      | 110m   | —    | 1994年 | —                                                                        | 田尻町      |               |
| 13   | HEP FIVE観覧車           |      | 106m   | —    | 1998年 | 北緯34度42分14秒 東経135度30分00秒 / 北緯34.70389度 東経135.50000度      | 北区        |               |
| 14   | 通天閣                   |      | 103.0m | —    | 1956年 | 北緯34度39分9.1秒 東経135度30分22.8秒 / 北緯34.652528度 東経135.506333度 | 浪速区      | [ 72 ]        |
| 参考 | いのちの塔               |      | 90m    | —    | 1990年 | 北緯34度42分37秒 東経135度34分30秒 / 北緯34.71028度 東経135.57500度      | 鶴見区      |               |
| 参考 | 関西国際空港管制塔       |      | 86.1m  | —    | 1992年 | 北緯34度26分00秒 東経135度14分20秒 / 北緯34.43333度 東経135.23889度      | 田尻町      |               |

## 現存しない建築物・構築物
以下はかつて大阪府に存在していたが解体・倒壊等で現存しない建築物と構築物のうち、高さ60m以上の建築物と構築物の一覧である。
|  | 名称           | 画像 | 高さ    | 階数 | 竣工年 | 解体年 | 所在地 | 備考 |
|  | -------------- | ---- | ------- | ---- | ------ | ------ | ------ | --- |
|  | 大阪タワー     |      | 158.0m  | —    | 1966年 | 2009年 | 北区   | |
|  | エキスポタワー |      | 127m    | —    | 1970年 | 2003年 | 吹田市 | |
|  | 大阪マルビル   |      | 123.92m | 30階 | 1976年 | 2024年 | 北区   | |
|  | テクノスター   |      | 85ｍ    | —    | 1986年 | 2009年 | 吹田市 | 元々は1985年の国際科学技術博覧会の会場内に建設され「スーパーゴンドラゴン」という名前だった。会期終了後に移築された。 |

## 未完成の建築物・構築物

### 建設中・計画中
以下は大阪府で建設中・計画中の建築物と構築物のうち、高さ130m以上の建築物と構築物の一覧である。行政区はすべて大阪市である。
| 名称                                                               | 高さ     | 階数 | 竣工年   | 所在地   | 備考                         |
| ------------------------------------------------------------------ | -------- | ---- | -------- | -------- | ---------------------------- |
| (仮称)中之島5丁目3番地計画                                         | 約205m   | 57階 | 2031年   | 北区     | 中之島5丁目地区計画          |
| (仮称)大阪市北区中之島5丁目計画                                    | 196.65m  | 52階 | 2030年   | 北区     | 中之島5丁目地区計画          |
| 大阪マルビル建替計画                                               | 約192m   | 40階 | 2030年   | 北区     |                              |
| (仮称)うめきた2期地区開発事業 南街区・分譲棟                       | 184.00m  | 47階 | 2028年   | 北区     |                              |
| (仮称)大阪市福島区鷺洲1丁目分譲計画                                | 180m     | 51階 | 2030年   | 福島区   |                              |
| グラングリーン大阪 THE NORTH RESIDENCE                             | 172.55m  | 46階 | 2026年   | 北区     |                              |
| (仮称)大阪市福島区福島2丁目プロジェクト(シエリアタワー中之島)      | 168.00m  | 46階 | 2026年   | 福島区   |                              |
| 門真市駅前地区第一種市街地再開発事業                               | 162.600m | 43階 | 2032年   | 門真市   |                              |
| (仮称)大阪市北区堂島浜二丁目計画(パークタワー大阪堂島浜)           | 161.85m  | 40階 | 2026年   | 北区     |                              |
| (仮称)福島区3丁目PJ 新築工事                                       | 161.15m  | 45階 | 2030年   | 福島区   |                              |
| 阪急茨木市駅西地区第一種市街地再開発事業                           | 約150m   | 41階 | 2030年頃 | 茨木市   |                              |
| (仮称)枚方市樟葉計画                                               | 147.10m  | 43階 | 2029年   | 枚方市   |                              |
| (仮称)大阪市天王寺区城南寺町計画                                   | 145.07m  | 42階 | 2029年   | 天王寺区 |                              |
| (仮称)三井住友銀行大阪中央支店建替計画                             | 143.65m  | 30階 | 2030年   | 中央区   | 高麗橋1丁目特定街区          |
| (仮称)大阪市淀川区十三東計画 東敷地 新築工事(ジオタワー大阪十三)   | 142.99m  | 39階 | 2026年   | 淀川区   | もと淀川区役所跡地活用事業   |
| (仮称)大阪市北区中崎1丁目計画新築工事(ブランズタワー大阪梅田)      | 141m     | 38階 | 2027年   | 北区     |                              |
| 茨木未来の街 C街区                                                 | 約140m   | 40階 | 未定     | 茨木市   | 当初計画では2022年春完成予定 |
| 門真市幸福町・垣内町地区まちづくり用地活用事業(シティタワー古川橋) | 137.10m  | 41階 | 2026年   | 門真市   |                              |
| 淀屋橋ゲートタワー                                                 | 134.99m  | 29階 | 2025年   | 中央区   | 淀屋橋駅西地区都市再生事業   |
| (仮称)グランドメゾン西天満4丁目タワー新築工事                      | 133.70m  | 38階 | 2028年   | 北区     |                              |
| (仮称)心斎橋プロジェクト                                           | 132.6m   | 28階 | 2026年   | 中央区   |                              |

## 大阪府で最も高い建築物の変遷
| 名称                                            | 画像 | 最も高かった期間 | 高さ    | 階数 | 所在地                | 備考                                         |
| ----------------------------------------------- | ---- | ---------------- | ------- | ---- | --------------------- | -------------------------------------------- |
| 大阪大林ビルディング (現 北浜 NEXU BUILD)       |      | 1973年           | 119.8m  | 30階 | 中央区 (竣工時は東区) | [ 73 ]                                       |
| 大阪国際ビルディング                            |      | 1973年-1975年    | 125.11m | 32階 | 中央区 (竣工時は東区) | [ 74 ] [ 75 ]                                |
| 中之島センタービル                              |      | 1975年-1979年    | 129m    | 31階 | 北区                  |                                              |
| 大阪駅前第3ビル                                 |      | 1979年-1986年    | 142.00m | 34階 | 北区                  | [ 76 ] [ 77 ]                                |
| TWIN21 Towers                                   |      | 1986年-1991年    | 157.0m  | 38階 | 中央区 (竣工時は東区) | [ 78 ] [ 79 ] [ 80 ] [ 81 ]                  |
| OBPキャッスルタワー                             |      | 1988年-1991年    | 157.0m  | 38階 | 中央区 (竣工時は東区) | [ 82 ] [ 83 ]                                |
| 茶屋町アプローズ                                |      | 1991年-1993年    | 161.10m | 34階 | 北区                  |                                              |
| ORC200一番街 (現 大阪ベイタワー メインタワー)   |      | 1993年-1995年    | 200.05m | 51階 | 港区                  | [ 84 ] [ 85 ]                                |
| WTCコスモタワー (現 大阪府咲洲庁舎)             |      | 1995年-1996年    | 256.0m  | 55階 | 住之江区              | [ 86 ] [ 87 ]                                |
| りんくうゲートタワービル (現 SiSりんくうタワー) |      | 1996年-2014年    | 256.1m  | 56階 | 泉佐野市              | [ 88 ] [ 89 ]                                |
| あべのハルカス                                  |      | 2014年-現在      | 300m    | 60階 | 阿倍野区              | 完成から2023年まで日本一高い超高層ビルだった |